# Antoni Albrecht Imhoff
Antoni Albrecht Imhoff (ur. 1653, zm. 1715) – sekretarz Augusta II Mocnego, prezydent izby skarbowej.

## Życiorys
W 1706 r. wraz z G.E. Pfingsteinem podpisał traktat w Altranstädt. Dnia 6 września 1706 roku miało miejsce zredagowanie przez Tajną Radę listu do Karola XII z prośbą o zawarcie pokoju oraz o paszporty dla Jerzego Ernesta Pfingsteina i Antoniego Albrechta Imhoffa. Pomimo ratyfikacji traktatu przez Augusta, Imhoff i Pfingstein zostali oskarżeni o przekroczenie kompetencji i skazani na dożywotnie więzienie. Jednak po siedmiu latach został zwolniony.